# アン・マキャフリイ
アン・マキャフリイ（Anne McCaffrey, 1926年4月1日 - 2011年11月21日）は、アメリカ合衆国生まれのアイルランドの小説家、SF作家、ファンタジー作家。姓のカタカナ表記は「マキャフリイ」（早川書房等）の他、「マキャフリー」（東京創元社等）、まれに「マキャフリィ」とも。

## 略歴
1926年、マサチューセッツ州ケンブリッジで生まれる。
1947年、ラドクリフ大学（のちハーバード大学に吸収）でスラブ語の文学士号を取得。1950年に結婚し、3人の子供をもうける。アレク・アンソニー（1952年生）、トッド（1956年生）、ジョージアン（1959年生）。アイルランドに移住したあとの1970年に離婚。
1968年、パーンの竜騎士シリーズ『竜の戦士』の第1部となる短編「大巌洞人来たる」(Weyr Search) でヒューゴー賞 中長編小説部門を受賞。次いで1969年には同じく『竜の戦士』の第3部「冷たい宇宙間隙」(Dragonrider) でネビュラ賞 中長編小説部門を受賞。これらヒューゴー賞とネビュラ賞の受賞は、それぞれ女性フィクション作家初となる受賞であった。1980年『パーンの竜騎士〈6〉竜の太鼓』でバルログ賞最優秀小説部門を受賞した。 
2005年、アメリカSFファンタジー作家協会 (SFWA) よりデーモン・ナイト記念グランド・マスター賞が授与される。
2011年11月21日、脳卒中のためアイルランドのウィックロー県の自宅で死去。85歳没。

## 作品リスト

### 「パーンの竜騎士」シリーズ
- 竜の戦士 (Dragonflight 1968)
- 竜の探索 (Dragonquest 1970)
- 白い竜 (The White Dragon 1978)
- 竜の歌 (Dragonsong 1976)
- 竜の歌い手 (Dragonsinger 1977)
- 竜の太鼓 (Dragondrums 1979)
- 竜の夜明け (Dragonsdawn 1988)
- 竜の貴婦人 (Moreta: Dragonlady of Pern 1983)
- ネリルカ物語 (Nerilka's Story 1986)
- 竜の反逆者 (The Renegades of Pern 1989)
- 竜の挑戦 (All the Weyrs of Pern 1991)
- The Chronicles of Pern: First Fall （短編集　未訳　1993）
- 竜とイルカたち (The Dolphins of Pern 1994)
- 最年少のドラゴンボーイ (The Smallest Dragonboy 1973) - 『塔のなかの姫君』所収
- パーンの走り屋 (Runner of Pern 1973) - 『ファンタジイの殿堂　伝説は永遠に②』所収
- Red Star Rising （未訳　1996）
- 竜と竪琴師 (The Masterharper of Pern　1998)
- The Skies of Pern （未訳　2001）
- A Gift of Dragons （短編集　「最年少のドラゴンボーイ」・「パーンの走り屋」を除き未訳　2002）
- Beyond Between （短編　未訳　2003）
- On Dragonwings （短編集　未訳　2001）

#### トッド・マキャフリイとの共作
- Dragon's Kin （未訳　2003）
- Dragonsblood （未訳　2005）
- Dragon's Fire （未訳　2006）
- Dragon Harper （未訳　2007）
- Dragonheart （未訳　2008）
- Dragongirl （未訳　2010）
- Dragon's Time （未訳　2011）
- Sky Dragons  （未訳　2012）

#### 派生作品
- パーンの竜騎士（SFファンタジーブックゲーム、1987年、ソフトバンククリエイティブ）

### 「歌う船」シリーズ
- 歌う船 (The Ship Who Sang 1969)
- 旅立つ船 (The Ship Who Seached 1992) - マーセデス・ラッキーと共著
- 戦う都市 (The City Who Fought 1993) - S・M・スターリングと共著
- 友なる船 (Partner Ship 1992) - マーガレット・ポールと共著
- 魔法の船 (The Ship Who Won 1994) - ジョディ・リン・ナイと共著
- 伝説の船 (The Ship Errant 1996)　- アン・マキャフリィ原案、ジョディ・リン・ナイ著
- 復讐の船 (The Ship Avenged 1997) - アン・マキャフリィ原案、S・M・スターリング著

### 「九星系連盟」シリーズ
- 銀の髪のローワン (The Rowan 1990)
- 青い瞳のダミア (Damia 1992)
- ダミアの子供たち (Damia's Children 1993)
- ライアン家の誇り (Lyon's Pride 1994)
- ペガサスに乗る (To Ride Pegasus 1973)
- ペガサスで翔ぶ (Pegasus in Flight 1990)

### 「クリスタル・シンガー」シリーズ
- クリスタル・シンガー (Crystal Singer 1982)
- キラシャンドラ (Killashandra 1986)
- クリスタル・ライン (Crystal Line 1992) ※未訳

### 「キャテン」シリーズ
- フリーダムス・ランディング－到着－ (Freedom's Landing 1995)
- フリーダムス・チョイス－選択－ (Freedom's Choice 1997)
- フリーダムズ・チャレンジ－挑戦－ (Freedom's Challenge 1998)
- Freedom's Ransom (2002)

### 「恐竜惑星」シリーズ
- 惑星アイリータ調査隊 (Dinosaur Planet 1978)
- 惑星アイリータの生存者 (Dinosaur Planet II: The Survivors 1984)

### 短編集
- 塔のなかの姫君 (Get Off the Unicorn 1977)

### 中世ロマンティック・ファンタジー中編
- だれも猫には気づかない (No One Noticed the Cat 1996)
- 天より授かりしもの (An Exchange of Gifts 1995)
- もしも願いがかなうなら (If Wishes were Horses 1998)

### アンソロジー収録中編
- パーンの走り屋（『ファンタジイの殿堂　伝説は永遠(とわ)に②』（ロバート・シルヴァーバーグ編）に収録の「パーンの竜騎士」シリーズ中編）
- 還る船（『SFの殿堂　遥かなる地平②』（ロバート・シルヴァーバーグ編）に収録の「歌う船」シリーズ中編）

## 受賞歴
- 1967年、ヒューゴー賞中長編小説部門
- 1968年、ネビュラ賞中長編小説部門
- 1975年、E・E・スミス記念賞（スカイラーク賞）
- 1979年、ディトマー賞国際部門 - 『白い竜』
- 1979年、ガンダルフ賞
- 1980年、バルログ賞長編小説部門 - 『竜の太鼓』
- 1992年、ホーマー賞SF小説部門 - 『竜の挑戦』
- 2000年、英国幻想文学大賞
- 2000年、カール・エドワード・ワグナー賞
- 2004年、ハバード賞 - 生涯の功績に対して
- 2005年、ネビュラ賞デーモン・ナイト記念グランド・マスター賞
- 2006年、SFホール・オブ・フェイム賞
- 2007年、ハインライン賞